# Esferand
Un esferand és un compost macrocíclic amb forma d'esfera que al seu interior conté àtoms en posicions rígides que actuen de donants d'electrons, habitualment oxígens, que poden enllaçar-se a cations.

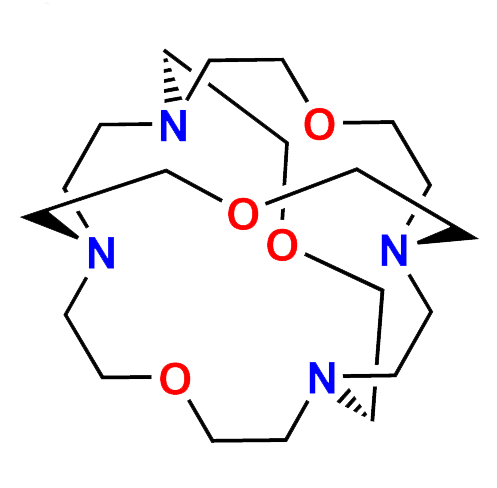
Primer esferand sintetitzat per Graf i Lehn el 1975.

El mot «esferand» prové de la paraula llatina sphaera, i aquesta del mot grec σφαῖρα sphaîra, ‘esfera’. Fa referència a l'estructura esfèrica d'aquests composts. Aquest terme fou encunyat pels químics Ernest Graf i Jean-Marie Lehn que foren els primers a sintetitzar-ne un el 1975. Donald J. Cram posteriorment en sintetitzà d'altres.